# Peter Ankersen
Peter Svarrer Ankersen (Esbjerg, 22 september 1990) is een Deens voetballer die doorgaans speelt als rechtsback. In juli 2024 verruilde hij FC Kopenhagen voor FC Nordsjælland. Ankersen debuteerde in 2013 in het Deens voetbalelftal. Hij is de tweelingbroer van voetballer Jakob Ankersen.

## Clubcarrière
Ankersen komt uit de jeugdopleiding van Esbjerg fB, maar nadat hij daar niet door had weten te breken, verkaste hij naar Vejle BK. Bij die club speelde hij twee jaar en in maart 2012 werd hij verkocht aan Rosenborg BK. Bij de Noorse club was de rechtsback basisspeler, maar hij koos er toch voor om na een half jaar terug te keren naar Esbjerg, waar hij voor vier jaar tekende. In 2013 won Ankersen, met zijn broer Jakob, de Deense beker. In januari 2014 werd de vleugelverdediger aangetrokken door Red Bull Salzburg, per juli van dat jaar. Na anderhalf jaar keerde hij tijdelijk terug naar Denemarken, daar FC Kopenhagen hem op huurbasis overnam van de Oostenrijkse club. Op huurbasis speelde Ankersen dertig competitiewedstrijden bij Kopenhagen. De club besloot hem hierop voor circa anderhalf miljoen euro definitief over te nemen. Hij tekende een contract tot medio 2020. In de zomer van 2019 verkaste Ankersen naar Genoa, om een jaar later weer terug te keren bij FC Kopenhagen. Ankersen verkaste in juli 2024 naar FC Nordsjælland, waar hij voor twee jaar tekende.

## Interlandcarrière
Ankersen debuteerde op 14 augustus 2013 in het Deens voetbalelftal. Op die dag werd er met 3–2 verloren van Polen. De verdediger was door bondscoach Morten Olsen op de bank gezet en mocht in de rust invallen voor verdediger Nicolai Boilesen. De andere debutanten tijdens dit duel waren Jannik Vestergaard (1899 Hoffenheim) en Nicki Bille Nielsen (Rosenborg BK). Zijn eerste interlanddoelpunt maakte hij tijdens zijn zeventiende interland, tegen Kazachstan. Naast Ankersen scoorden ook de Denen Andreas Cornelius en Christian Eriksen (tweemaal) en de Kazach Gafoerzjan Soejoembajev, waardoor Denemarken met 4–1 won.
| Interlands van Peter Ankersen voor Denemarken | Interlands van Peter Ankersen voor Denemarken | Interlands van Peter Ankersen voor Denemarken | Interlands van Peter Ankersen voor Denemarken | Interlands van Peter Ankersen voor Denemarken | Interlands van Peter Ankersen voor Denemarken | Interlands van Peter Ankersen voor Denemarken |
| №                                             | Datum                                         | Wedstrijd                                     | Uitslag                                       | Competitie                                    | Goals                                         |                                               |
| Als speler van Esbjerg fB                     | Als speler van Esbjerg fB                     | Als speler van Esbjerg fB                     | Als speler van Esbjerg fB                     | Als speler van Esbjerg fB                     | Als speler van Esbjerg fB                     | Als speler van Esbjerg fB                     |
| --------------------------------------------- | --------------------------------------------- | --------------------------------------------- | --------------------------------------------- | --------------------------------------------- | --------------------------------------------- | --------------------------------------------- |
| 1                                             | 14 augustus 2013                              | Polen – Denemarken                            | 3 – 2                                         | Vriendschappelijk                             |                                               |                                               |
| 2                                             | 10 september 2013                             | Armenië – Denemarken                          | 0 – 1                                         | WK 2014 kwalificatie                          |                                               |                                               |
| 3                                             | 15 oktober 2013                               | Denemarken – Malta                            | 6 – 0                                         | WK 2014 kwalificatie                          |                                               |                                               |
| 4                                             | 15 november 2013                              | Denemarken – Noorwegen                        | 2 – 1                                         | Vriendschappelijk                             |                                               |                                               |
| 5                                             | 5 maart 2014                                  | Engeland – Denemarken                         | 1 – 0                                         | Vriendschappelijk                             |                                               |                                               |
| 6                                             | 28 mei 2014                                   | Denemarken – Zweden                           | 1 – 0                                         | Vriendschappelijk                             |                                               |                                               |
| Als speler van Red Bull Salzburg              |                                               |                                               |                                               |                                               |                                               |                                               |
| 7                                             | 3 september 2014                              | Denemarken – Turkije                          | 1 – 2                                         | Vriendschappelijk                             |                                               |                                               |
| 8                                             | 7 september 2014                              | Denemarken – Armenië                          | 2 – 1                                         | EK 2016 kwalificatie                          |                                               |                                               |
| 9                                             | 11 oktober 2014                               | Albanië – Denemarken                          | 1 – 1                                         | EK 2016 kwalificatie                          |                                               |                                               |
| 10                                            | 14 november 2014                              | Servië – Denemarken                           | 1 – 3                                         | EK 2016 kwalificatie                          |                                               |                                               |
| Als speler van FC Kopenhagen                  |                                               |                                               |                                               |                                               |                                               |                                               |
| 11                                            | 3 juni 2016                                   | Bosnië en Herzegovina – Denemarken            | 2 – 2                                         | Vriendschappelijk                             |                                               |                                               |
| 12                                            | 7 juni 2016                                   | Bulgarije – Denemarken                        | 0 – 4                                         | Vriendschappelijk                             |                                               |                                               |
| 13                                            | 31 augustus 2016                              | Denemarken – Liechtenstein                    | 5 – 0                                         | Vriendschappelijk                             |                                               |                                               |
| 14                                            | 4 september 2016                              | Denemarken – Armenië                          | 1 – 0                                         | WK 2018 kwalificatie                          |                                               |                                               |
| 15                                            | 8 oktober 2016                                | Polen – Denemarken                            | 3 – 2                                         | WK 2018 kwalificatie                          |                                               |                                               |
| 16                                            | 11 oktober 2016                               | Denemarken – Montenegro                       | 0 – 1                                         | WK 2018 kwalificatie                          |                                               |                                               |
| 17                                            | 11 november 2016                              | Denemarken – Kazachstan                       | 4 – 1                                         | WK 2018 kwalificatie                          | 78'                                           |                                               |
| 18                                            | 15 november 2016                              | Tsjechië – Denemarken                         | 1 – 1                                         | Vriendschappelijk                             |                                               |                                               |
| 19                                            | 26 maart 2017                                 | Roemenië – Denemarken                         | 0 – 0                                         | WK 2018 kwalificatie                          |                                               |                                               |
| 20                                            | 11 november 2017                              | Denemarken – Ierland                          | 0 – 0                                         | WK 2018 kwalificatie                          |                                               |                                               |
| 21                                            | 14 november 2017                              | Ierland – Roemenië                            | 1 – 5                                         | WK 2018 kwalificatie                          |                                               |                                               |
| 22                                            | 16 oktober 2018                               | Denemarken – Oostenrijk                       | 2 – 0                                         | Vriendschappelijk                             |                                               |                                               |
| 23                                            | 19 november 2018                              | Denemarken – Ierland                          | 0 – 0                                         | Nations League 2018/19                        |                                               |                                               |
| 24                                            | 21 maart 2019                                 | Kosovo – Denemarken                           | 2 – 2                                         | Vriendschappelijk                             |                                               |                                               |
| 25                                            | 10 juni 2019                                  | Denemarken – Georgië                          | 5 – 1                                         | EK 2020 kwalificatie                          |                                               |                                               |
| Als speler van Genoa                          |                                               |                                               |                                               |                                               |                                               |                                               |
| 26                                            | 12 oktober 2019                               | Denemarken – Zwitserland                      | 1 – 0                                         | EK 2020 kwalificatie                          |                                               |                                               |
| 27                                            | 15 oktober 2019                               | Denemarken – Luxemburg                        | 4 – 0                                         | Vriendschappelijk                             |                                               |                                               |

Bijgewerkt op 9 april 2025.

## Erelijst
| Competitie        |            |                                             |            |            |
| Competitie        | Aantal     | Jaren                                       |            |            |
| Esbjerg fB        | Esbjerg fB | Esbjerg fB                                  | Esbjerg fB | Esbjerg fB |
| ----------------- | ---------- | ------------------------------------------- | ---------- | ---------- |
| DBU Pokalen       | 1          | 2012/13                                     |            |            |
| Red Bull Salzburg |            |                                             |            |            |
| Bundesliga        | 1          | 2014/15                                     |            |            |
| ÖFB-Cup           | 1          | 2014/15                                     |            |            |
| FC Kopenhagen     |            |                                             |            |            |
| Superligaen       | 5          | 2015/16, 2016/17, 2018/19, 2021/22, 2022/23 |            |            |
| DBU Pokalen       | 2          | 2015/16, 2016/17                            |            |            |